# SP-272
A SP-272 é uma rodovia radial do estado de São Paulo, administrada pelo Departamento de Estradas de Rodagem do Estado de São Paulo (DER-SP).

## Denominações
Recebe as seguintes denominações em seu trajeto:
Nome:	Olímpio Ferreira da Silva, Rodovia
- De - até:	Pirapozinho - Distrito de Cuiabá Paulista
- Legislação:	LEI 6.344 DE 28/12/88

## Descrição
Principais pontos de passagem: Pirapozinho - SP 425 - Mirante do Paranapanema - SP 563

## Características

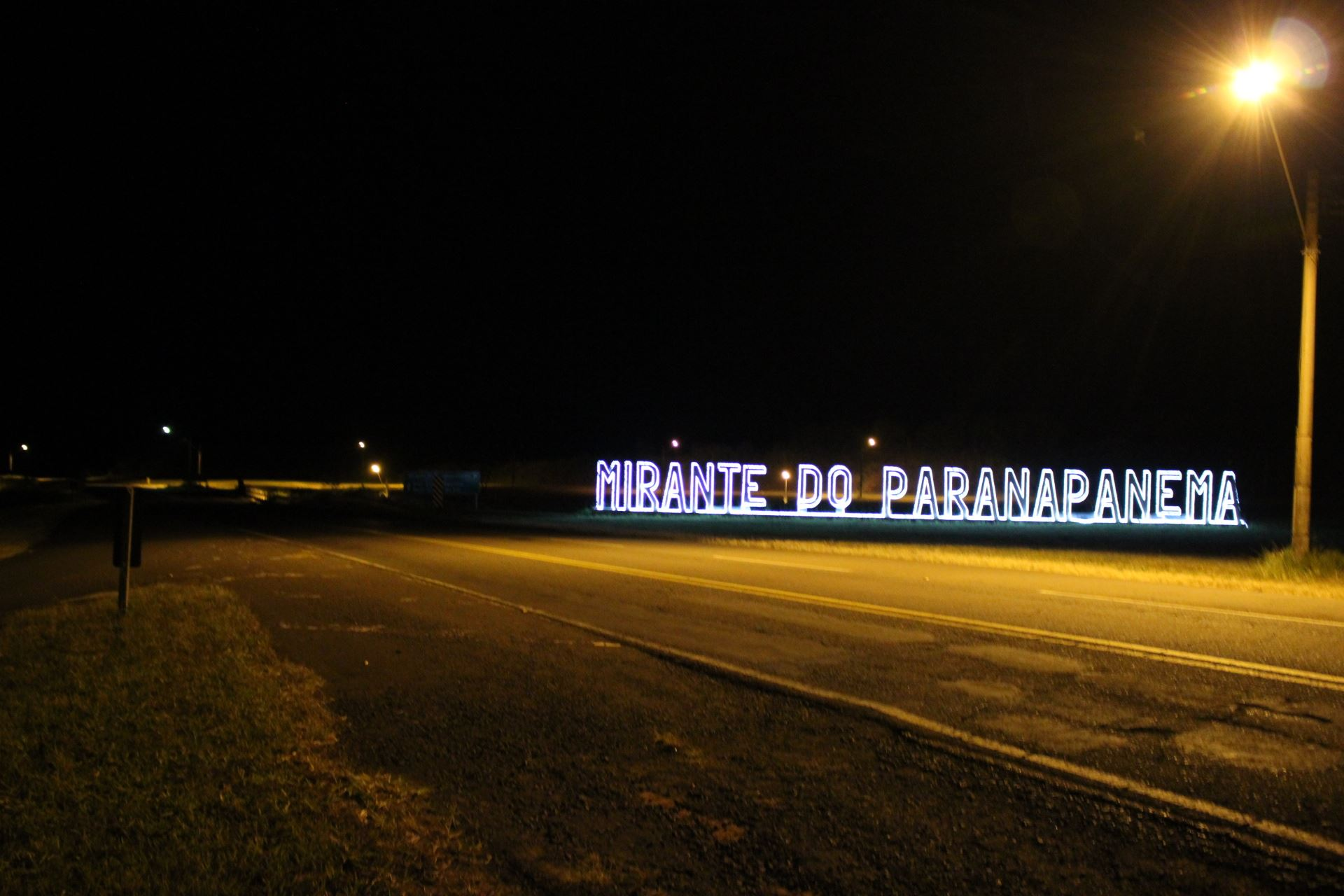
Trecho da SP-272 em Mirante do Paranapanema.

### Extensão
- Km Inicial: 0,000
- Km Final: 55,650

### Localidades atendidas
- Pirapozinho
- Álvares Machado
- Presidente Bernardes
- Nova Pátria
- Costa Machado
- Mirante do Paranapanema
- Cuiabá Paulista